# Station Friedenau
Friedenau is een S-Bahnstation in de Duitse hoofdstad Berlijn. Hoewel het genoemd is naar het stadsdeel Friedenau, ligt het station in Schöneberg; de grens met het iets westelijker gelegen Friedenau is echter niet ver. Station Friedenau ligt aan de Wannseebahn en werd geopend op 1 november 1874. Het station staat onder monumentenbescherming.

## Geschiedenis
In 1838 kwam de Stammbahn, de eerste spoorlijn van Pruisen, gereed tussen Potsdam en het Berlijnse Potsdamer Bahnhof. De treinen reden Friedenau gedurende de eerste jaren echter nog zonder te stoppen voorbij. In 1874 kreeg het dorp, dat sinds 1920 tot Groot-Berlijn behoort, een eigen station aan de Stammbahn. Een eenvoudig vakwerkgebouw aan de westzijde van de sporen deed dienst als stationshal. Aan het eind van de jaren 1880 legde men parallel aan de dubbelsporige hoofdlijn een extra paar voor voorstadstreinen gereserveerde sporen aan. Deze Wannseebahn, genoemd naar zijn bestemming, de villawijk Wannsee, was de eerste aparte voorstadslijn van Duitsland en werd ingewijd op 1 oktober 1891. In het kader van deze uitbreiding had men de voorheen op maaiveld verlopende spoorlijn omhooggebracht en waren alle gelijkvloerse kruisingen vervangen. Ook het station van Friedenau moest hiervoor omgebouwd worden. Er ontstond een nieuw, hooggelegen eilandperron dat via een tunnel onder de sporen met de omliggende straten verbonden werd. De oude stationshal verloor zijn functie; sinds 2004 wordt het opgeknapte gebouw gebruikt voor culturele manifestaties.

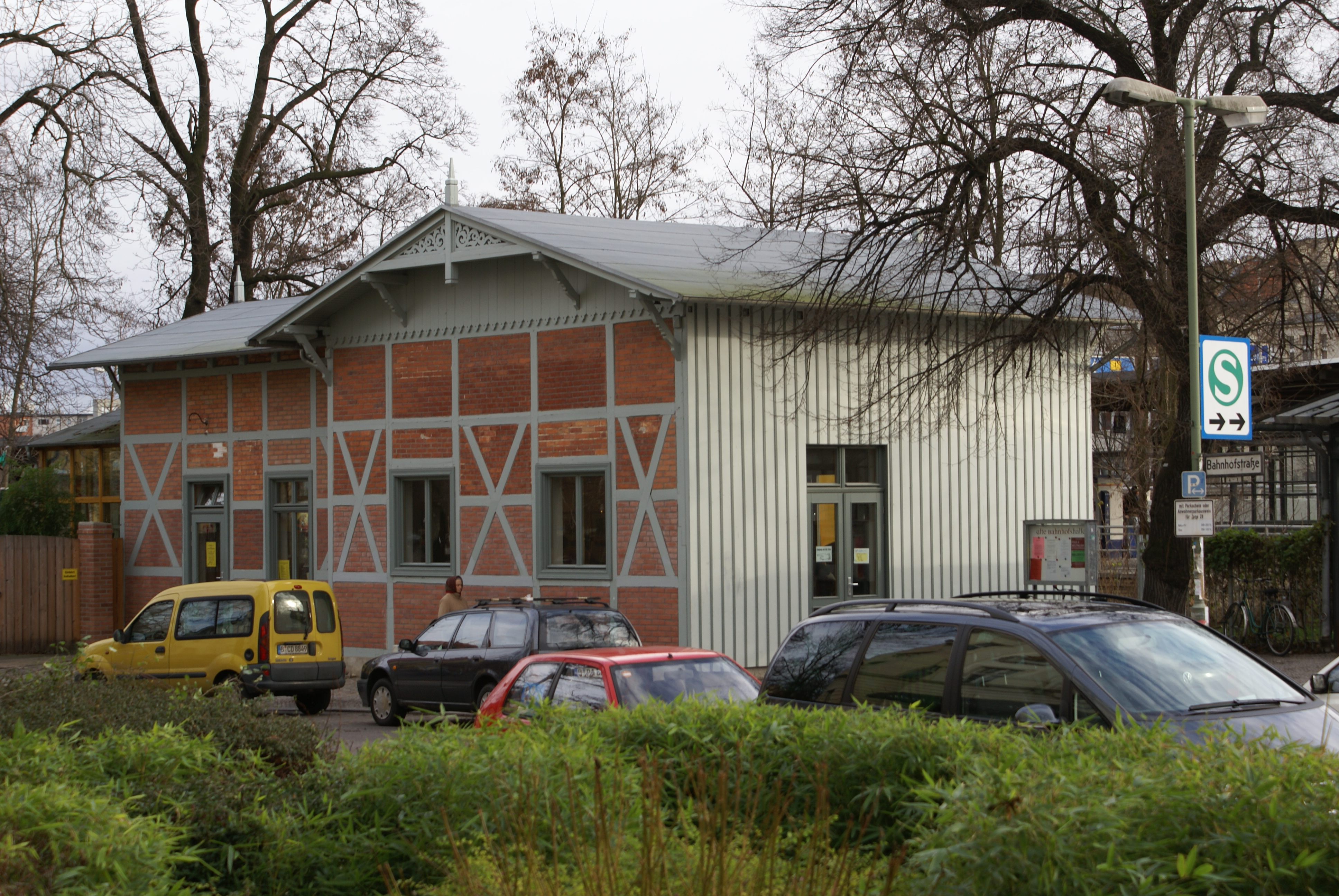
Voormalig toegangsgebouw

Tussen 1900 en 1902 vond op de Wannseebahn het eerste proefbedrijf in Berlijn met elektrische aandrijving (750 volt gelijkspanning) plaats. De voorstadsdienst zou echter nog drie decennia door stoomtreinen gedomineerd worden. Op 15 mei 1933 werd de definitieve elektrificatie van de Wannseebahn voltooid en stopten de eerste S-Bahntreinen in station Friedenau.
De Tweede Wereldoorlog overleefde het station ongeschonden. Alleen tegen het einde van de oorlog sloot het korte zijn deuren, omdat het S-Bahnverkeer volledig stilgelegd werd. Na de oorlog kwam station Friedenau in de Amerikaanse sector te liggen en werd het deel van West-Berlijn. De S-Bahn kwam ging zowel in het oosten als in het westen van de stad onder de verantwoordelijkheid van de Oost-Duitse spoorwegen (Deutsche Reichsbahn) vallen.
Aan het einde van de jaren 1960 begon men met de aanleg van de Westtangente (BAB 103), een autosnelweg ten westen van het centrum van Berlijn, die in Steglitz en Friedenau parallel aan de Wannseebahn zou lopen. Een deel van het spooremplacement bij station Friedenau moest hiervoor wijken. De oostelijke ingang is sindsdien door middel van een tunnel onder de snelweg met het station verbonden. Met de West-Berlijnse S-Bahn ging het ondertussen bepaald niet goed: het door de Reichsbahn bedreven vervoermiddel werd na de bouw van de Muur in 1961 massaal geboycot. Het dalende aantal reizigers leidde tot bezuiniging op het onderhoud van stations en sporen, en ook de dienstregeling werd steeds verder uitgedund. Na een staking van het West-Berlijnse S-Bahnpersoneel in september 1980 zou een groot aantal trajecten, waaronder de Wannseebahn, zelfs helemaal niet meer bediend worden. Station Friedenau sloot zijn deuren.
Nadat het stadsvervoerbedrijf BVG in 1984 het westelijke deel van de Berlijnse S-Bahn had overgenomen werd een aantal jarenlang verwaarloosde lijnen opgeknapt en geleidelijk weer in bedrijf genomen. Op 1 februari 1985 kwam de Wannseebahn, die het lijnnumer S1 had gekregen, weer in dienst en stopten er voor het eerst in vier en een half jaar weer treinen in station Friedenau, dat sindsdien weer onafgebroken in gebruik is.